# Mravenec lesní
Mravenec lesní (Formica rufa Linnaeus) je teplomilný blanokřídlý sociální hmyz patřící do skupiny lesních mravenců. Velice se podobá svým příbuzným, mravenci lesnímu menšímu (Formica polyctena), mravenci lučnímu (Formica pratensis) a dalším mravencům podrodu Formica. Stejně jako oni si staví velká, kupovitá mraveniště na okrajích lesů.

## Popis

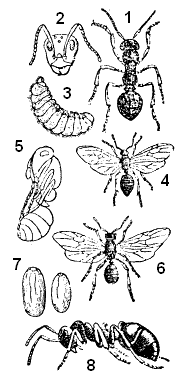
1. dělnice – pohled shora
2. hlava mravence
3. larva – pohled ze strany
4. samec
5. zárodek
6. samička
7. kukly
8. dělnice – pohled ze strany

Čelo, temeno hlavy a celý zadeček je černohnědý (až černý), hruď červenohnědá.
Na pronotu (předohruď – ploška mezi hlavou a krovkami) a mesonotu (hřbetní povrch středohrudi) bývá tmavá skvrna. Skoro žádné ochlupení.
Tento druh má zakrnělé žihadlo s jedovou žlázou na konci zadečku obsahující známou kyselinu mravenčí a kusadla, která plní mnoho funkcí (obrana, transport materiálu, porcování potravy).

### Dělnice
Dělnice jsou neplodné modifikace samičky bez křídel, velikosti 4 - 9 mm, žijící až 6 let. Tvoří nejpočetnější kastu v mraveništi zajišťující chod celého společenství. Shánějí potravu, starají se o potomstvo a chrání hnízdo. Nejsou polymorfní ve smyslu tvarového rozlišení na specializované podkasty, ale poměrně výrazně se liší velikostí. V rámci jedné kolonie lze nalézt dělnice měřící více než dvojnásobek těch nejmenších.

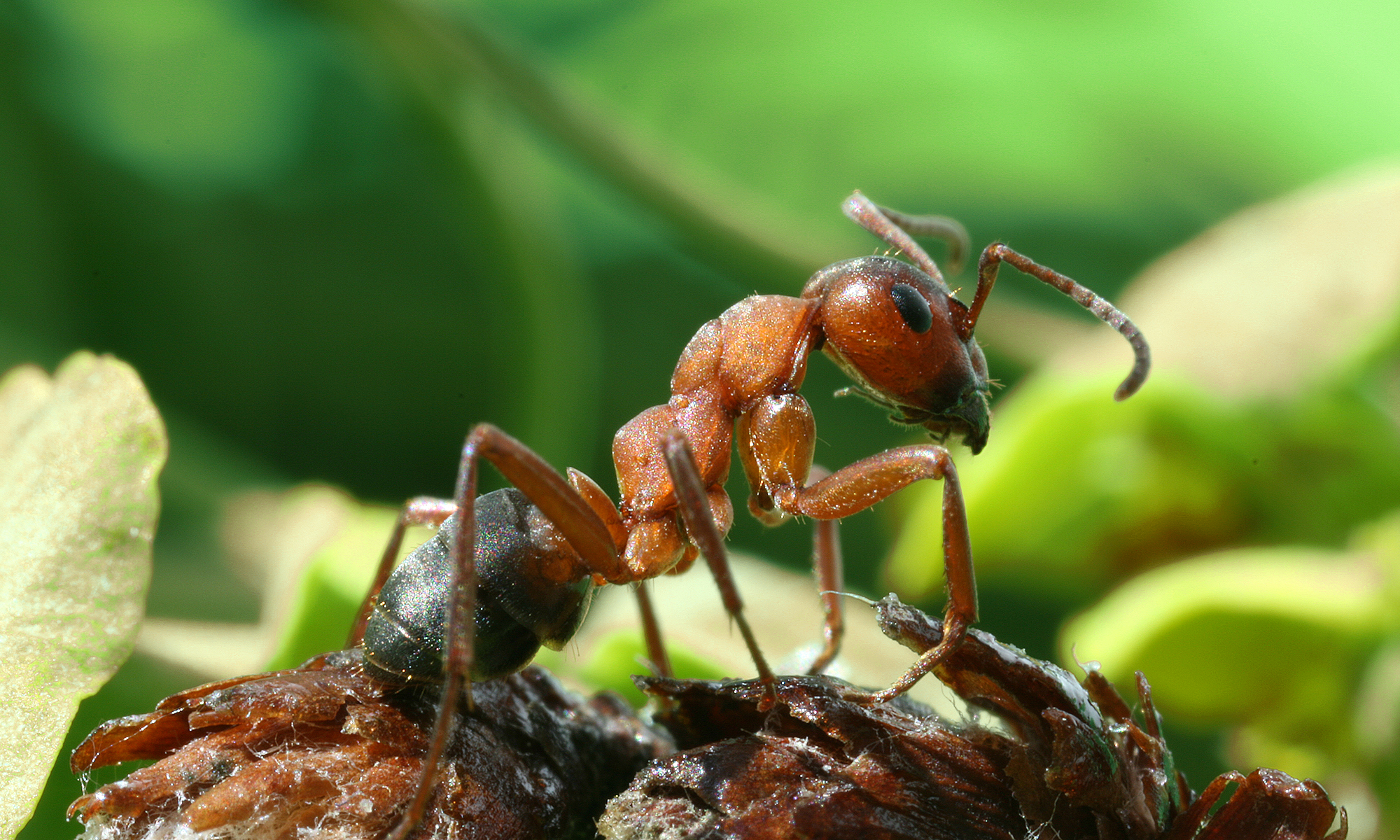
Boční pohled na mravence lesního.
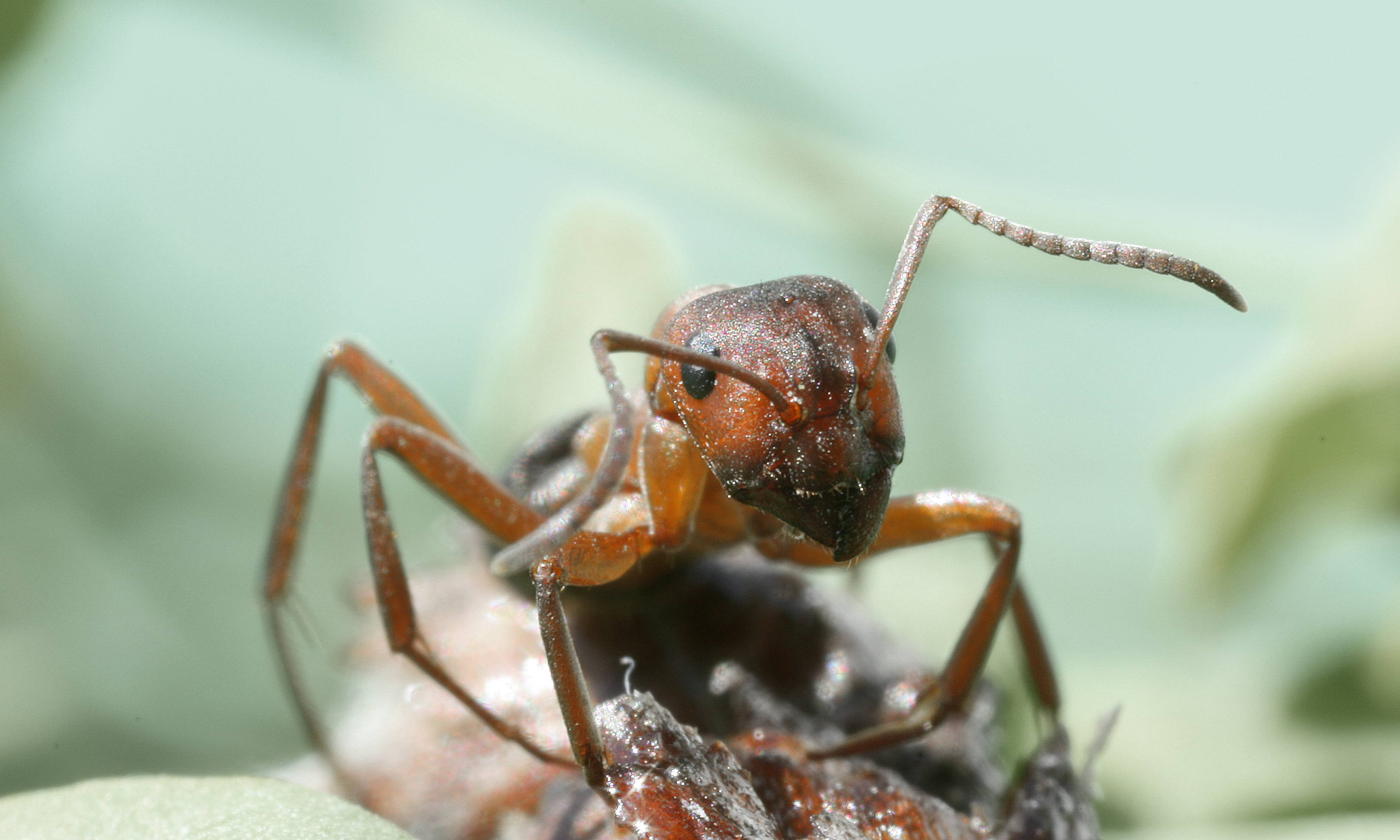
Detail hlavy mravence lesního.
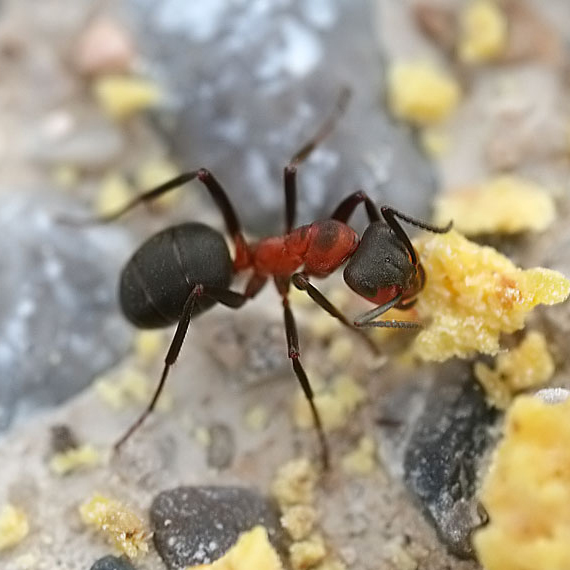
Dělnice sbírající potravu.
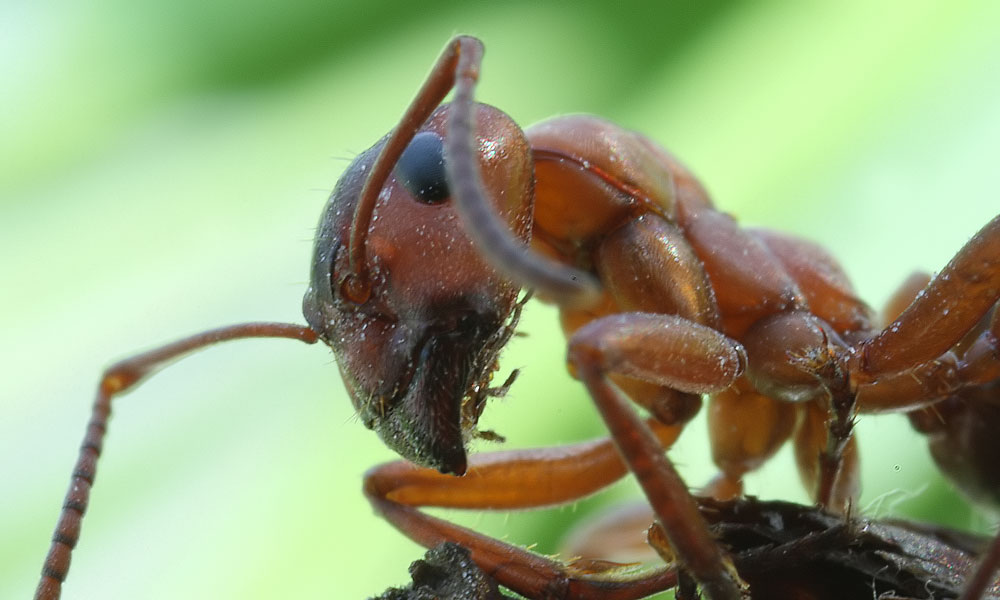
Detailní pohled na hlavu a přední část trupu.

### Samička (královna)
Královna je pohlavní jedinec délky 9 - 11 mm, podobně zbarvený jako dělnice, až na hruď a zadeček, který je silně lesklý. Je krátkodobě okřídlená, po páření si křídla ulomí, aby využila křídelní svalovinu pro získání energie na založení kolonie. V říši hmyzu se jedná o jednoho z nejdéle žijících tvorů, dožívá se až dvaceti let

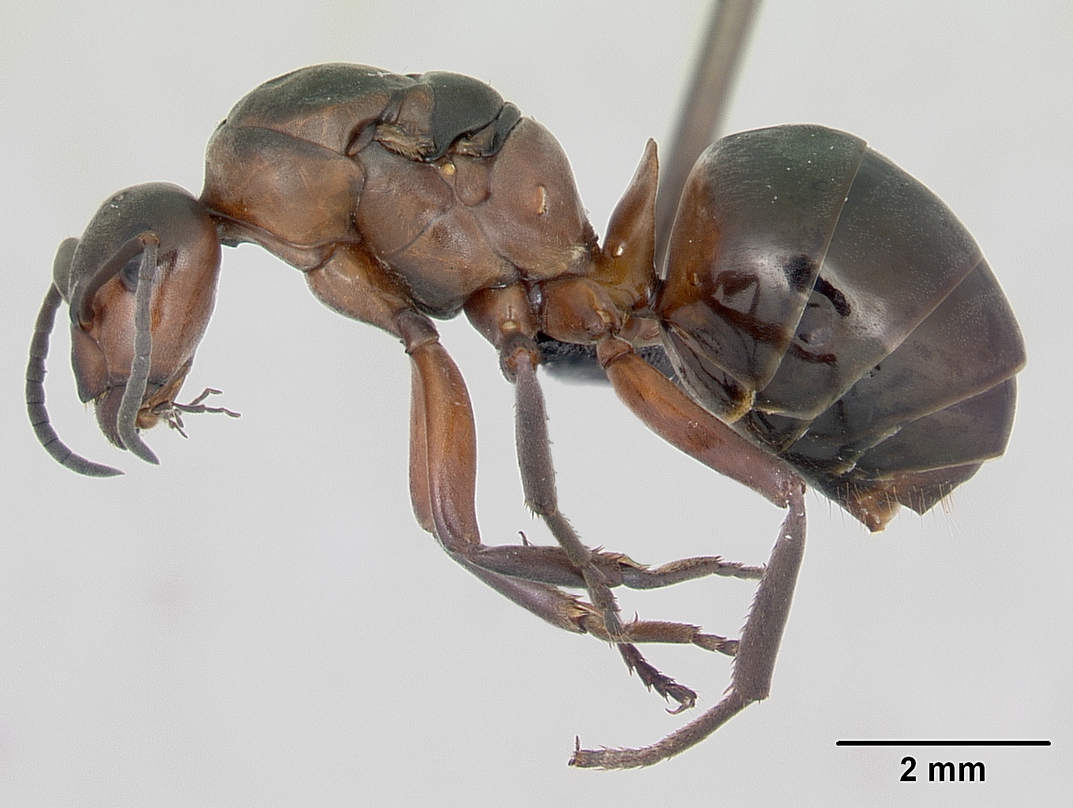
Detailní pohled na mravence lesního i s měřítkem.
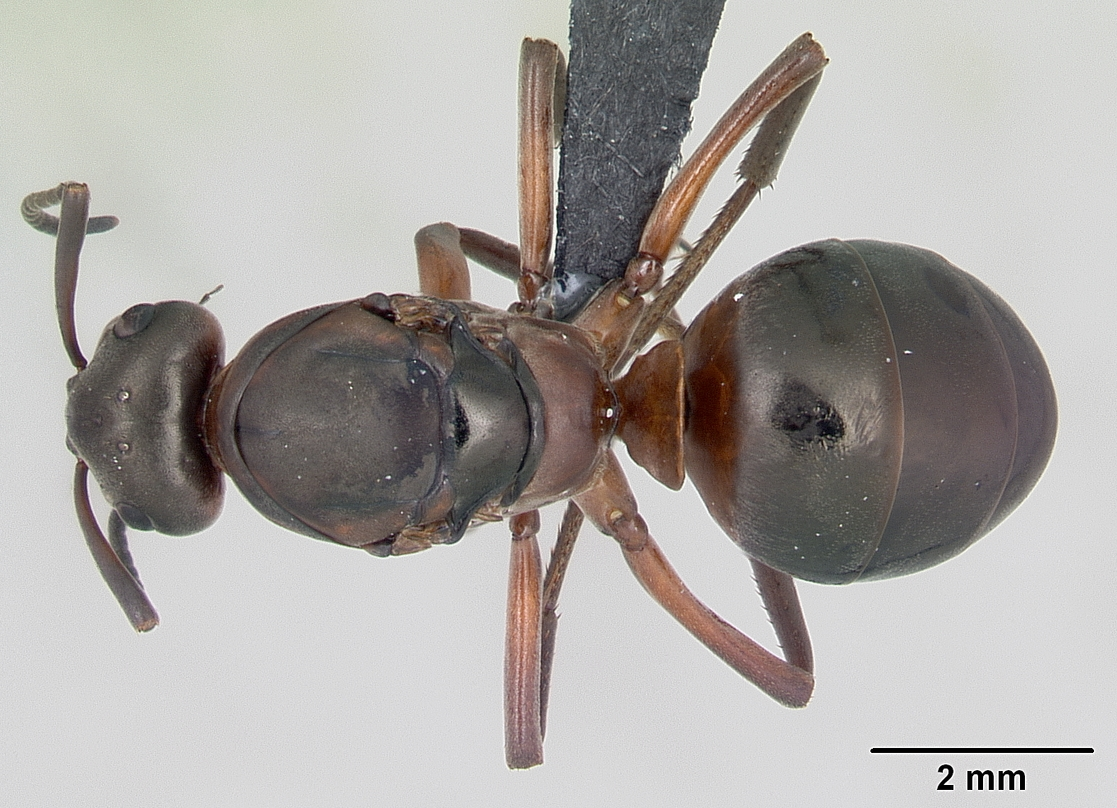
Detailní pohled na mravence lesního i s měřítkem.
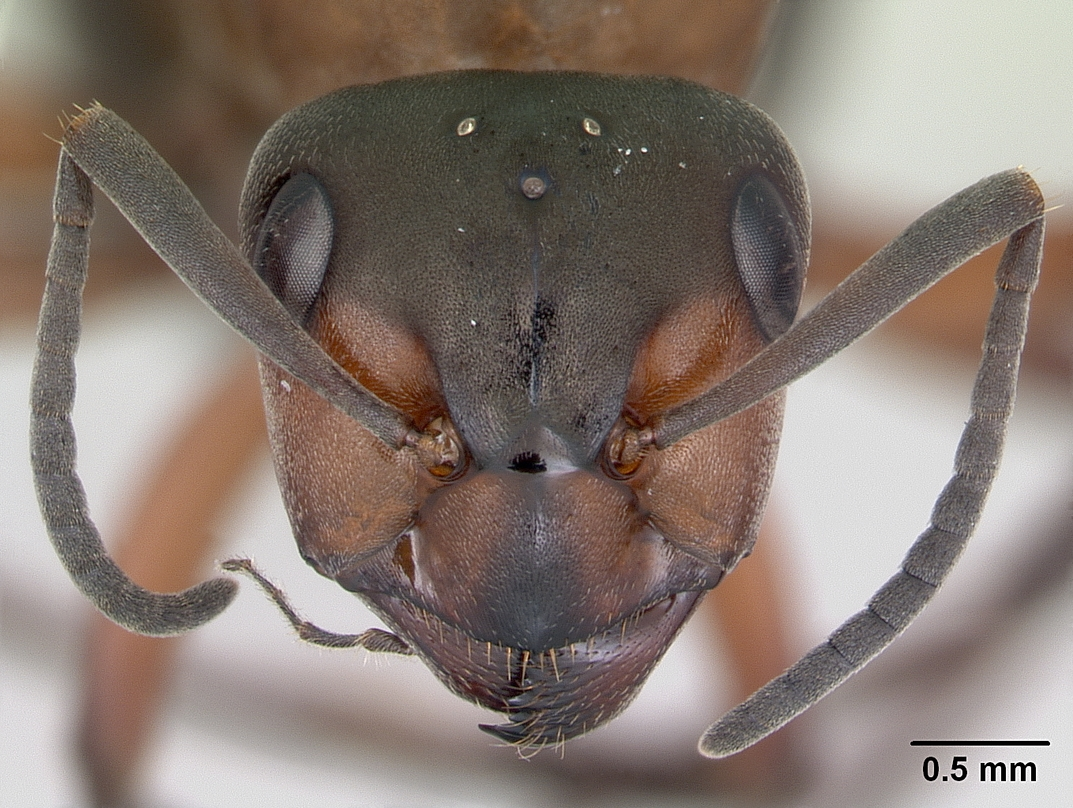
Detailní pohled na hlavu mravence lesního.

### Samec
Samec je tmavě zbarvený, okřídlený pohlavní jedinec veliký jako dělnice, podle jiných zdrojů jako samička. Žije krátkou dobu, po páření – „svatebním letu“ – do několika dnů umírá.

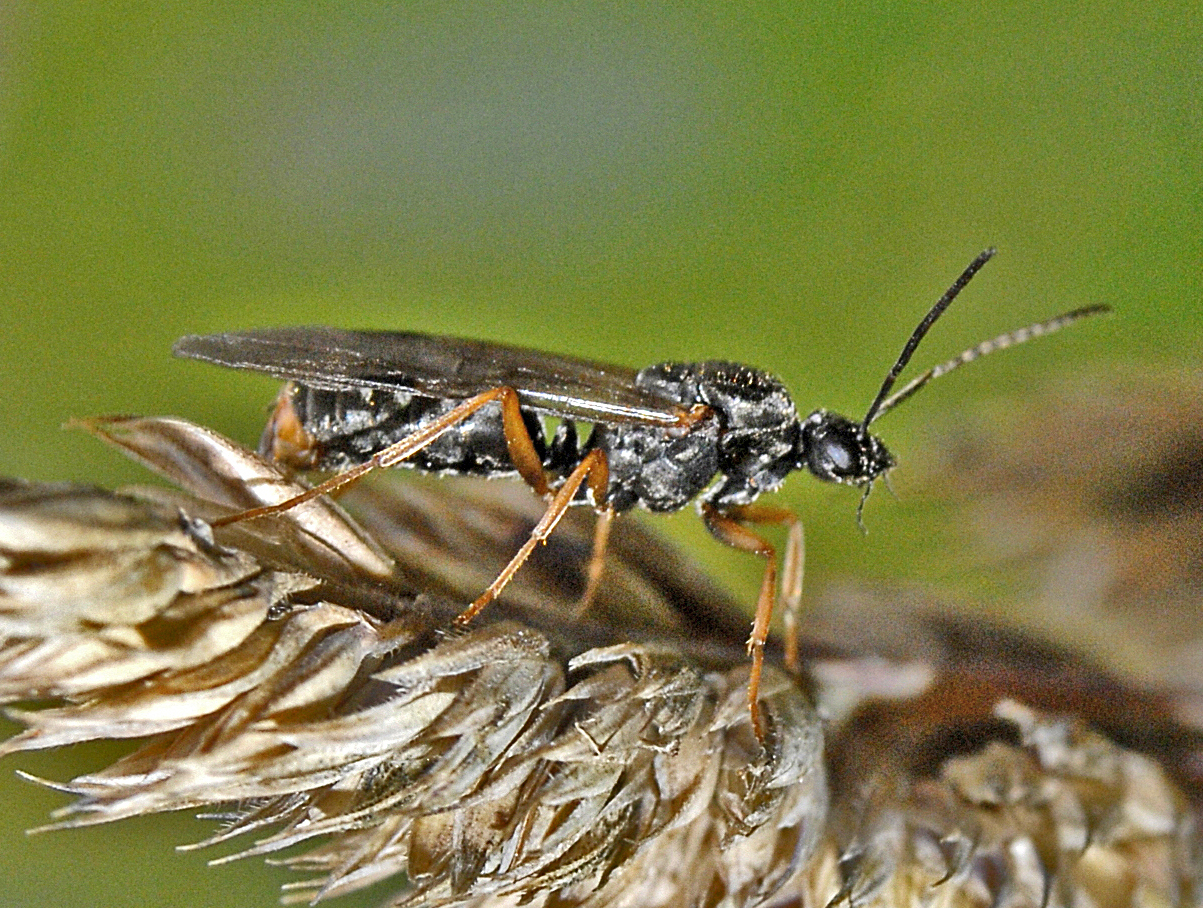
Sameček

## Výskyt
Staví typické kupy v jehličnatých lesích. Jde o eurosibiřský druh rozšířený na celém území Evropy (kromě jižní části), mírném pásu Sibiře, Kavkazu a Severní Ameriky. Obývá jehličnaté i listnaté lesy.

## Mraveniště
Mravenec lesní staví z jehličí a větviček vysoké osamělé kupy na lesních světlinách nejčastěji ve smrkových lesích. Mraveniště má dominantní orientaci směrem k jihu, kde je pozvolnější svah zajišťující lepší nakládání s energií a zvýšenou akumulaci tepla. Bývá obvykle vysoké kolem 50 cm a uprostřed je vždy pařez, ve kterém oplodněná královna založila kolonii, která bývá osídlena až 40 let. Oblý tvar a výška hnízda je ovlivněná mírou osvětlení mraveniště, při nedostatku světla dosahuje hnízdo výšky až 2 m, aby zachytilo co nejvíce slunečních paprsků. Pro regulaci teploty má hnízdo svůj klimatizační systém, který udržuje stálou teplotu pomocí otevírání a zavírání vchodů. Podzemní část mraveniště bývá dvakrát větší než část na povrchu. V zimě se mravenci stahují hlouběji do podzemí, kde spí.

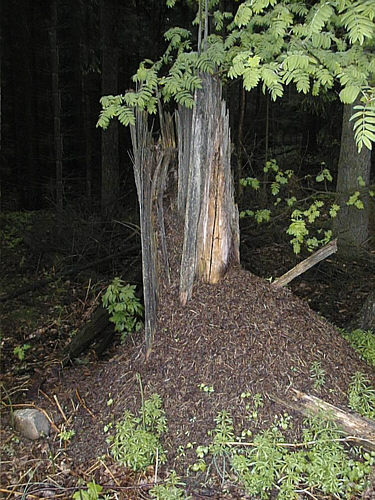
Mraveniště červeného mravence lesního.
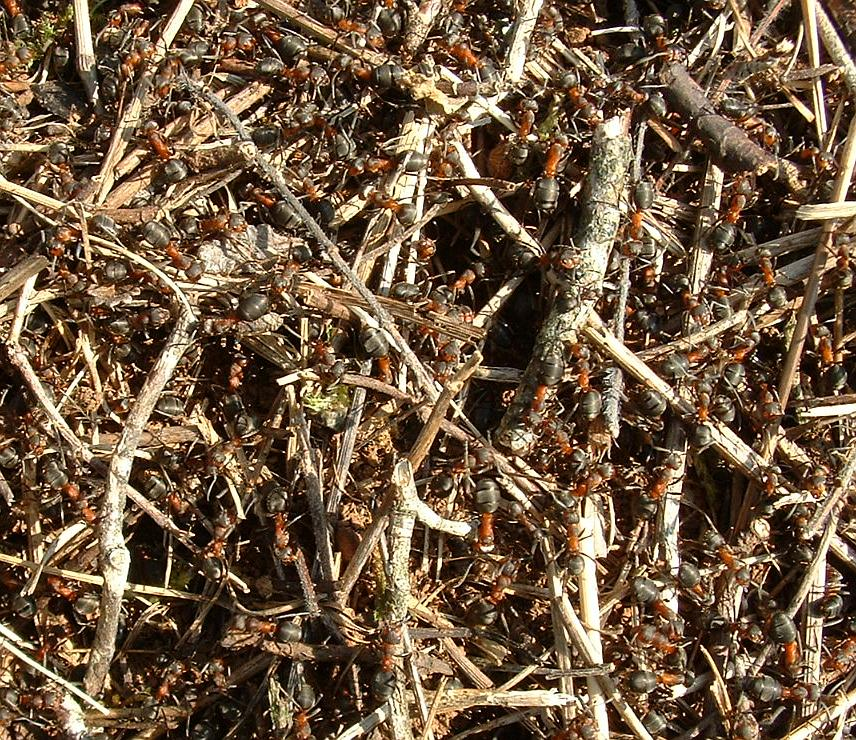
Detailní pohled na mraveniště.
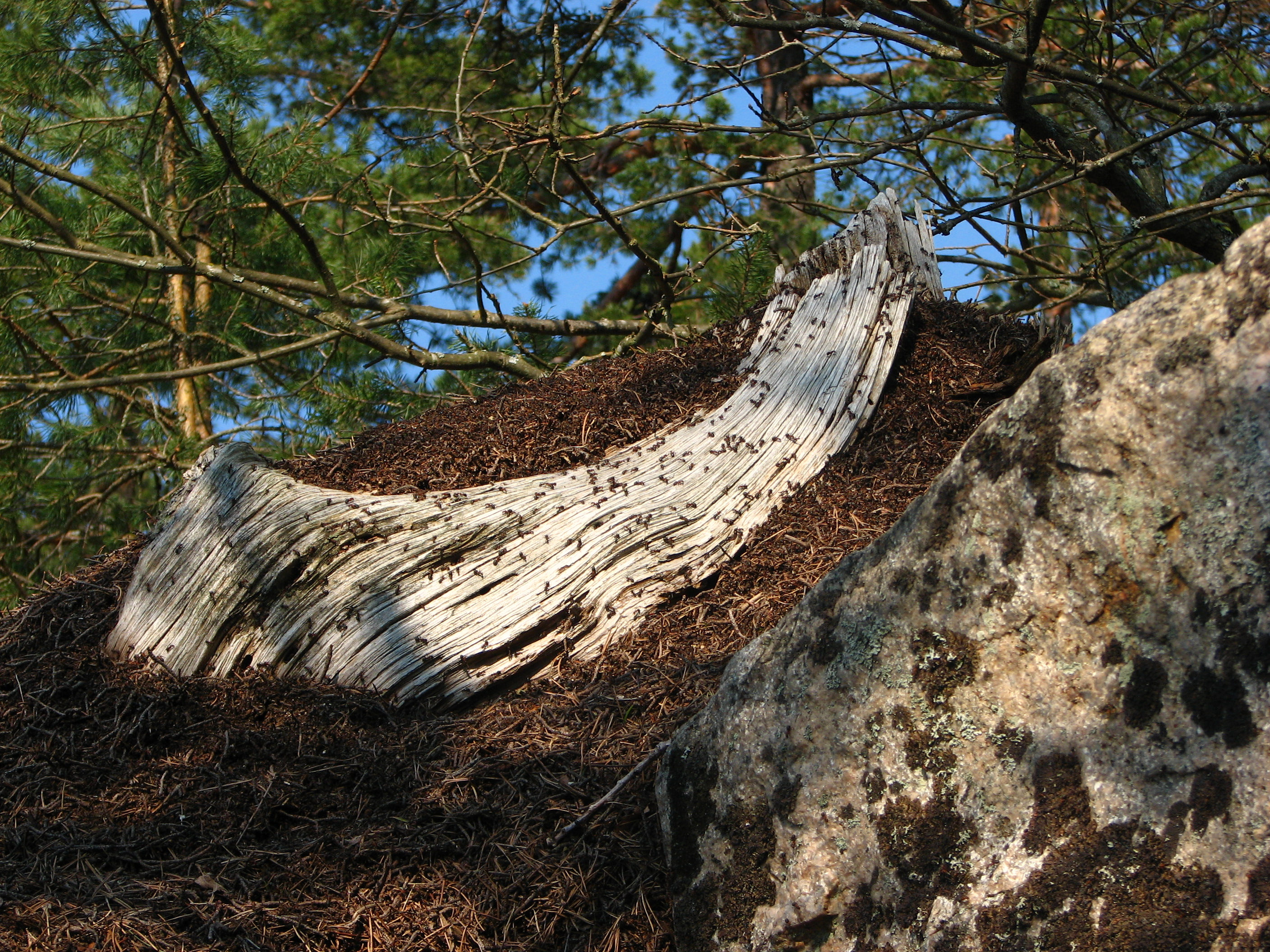
Mraveniště vybudované na skále.
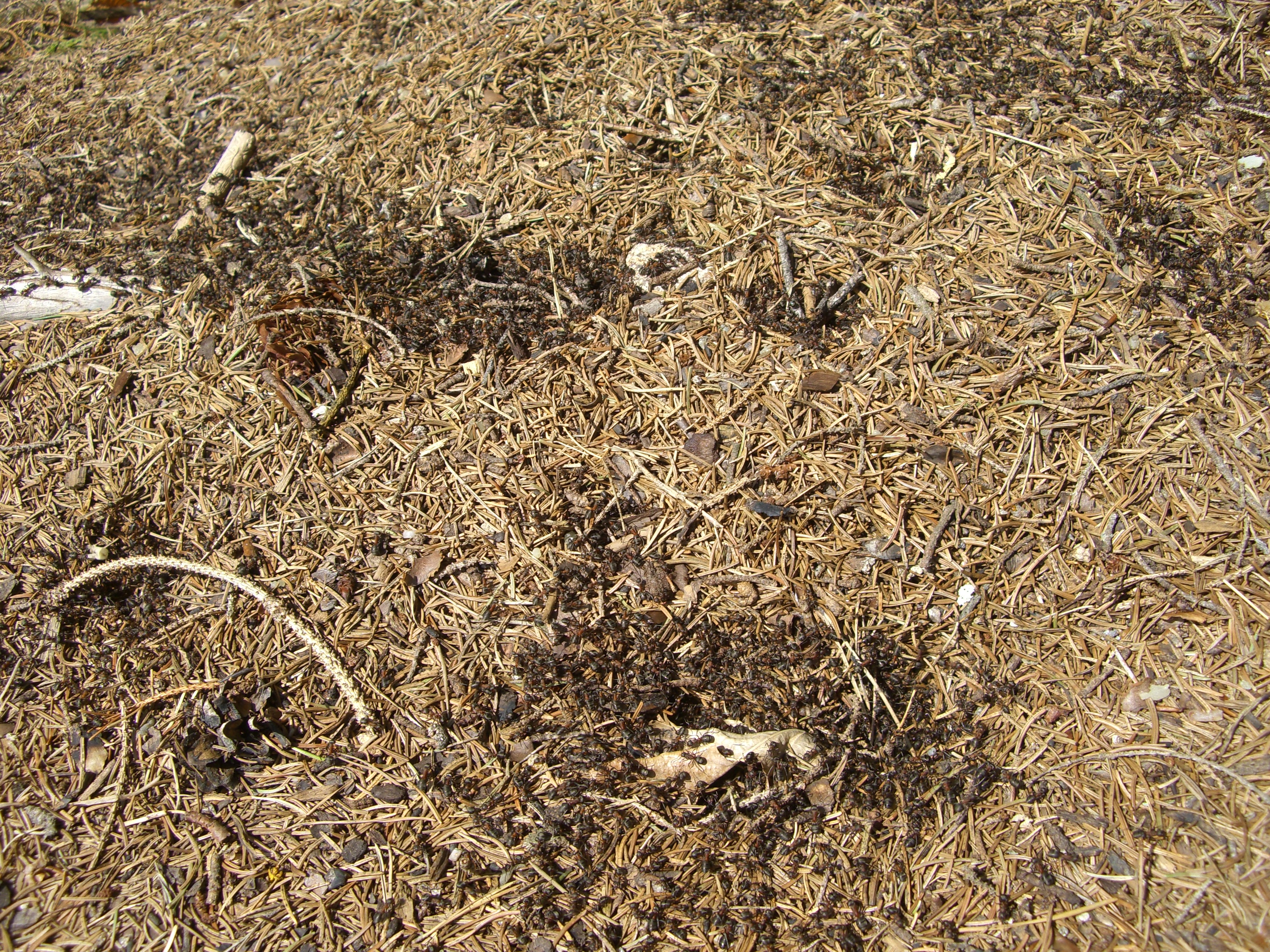
Mraveniště mravence lesního.
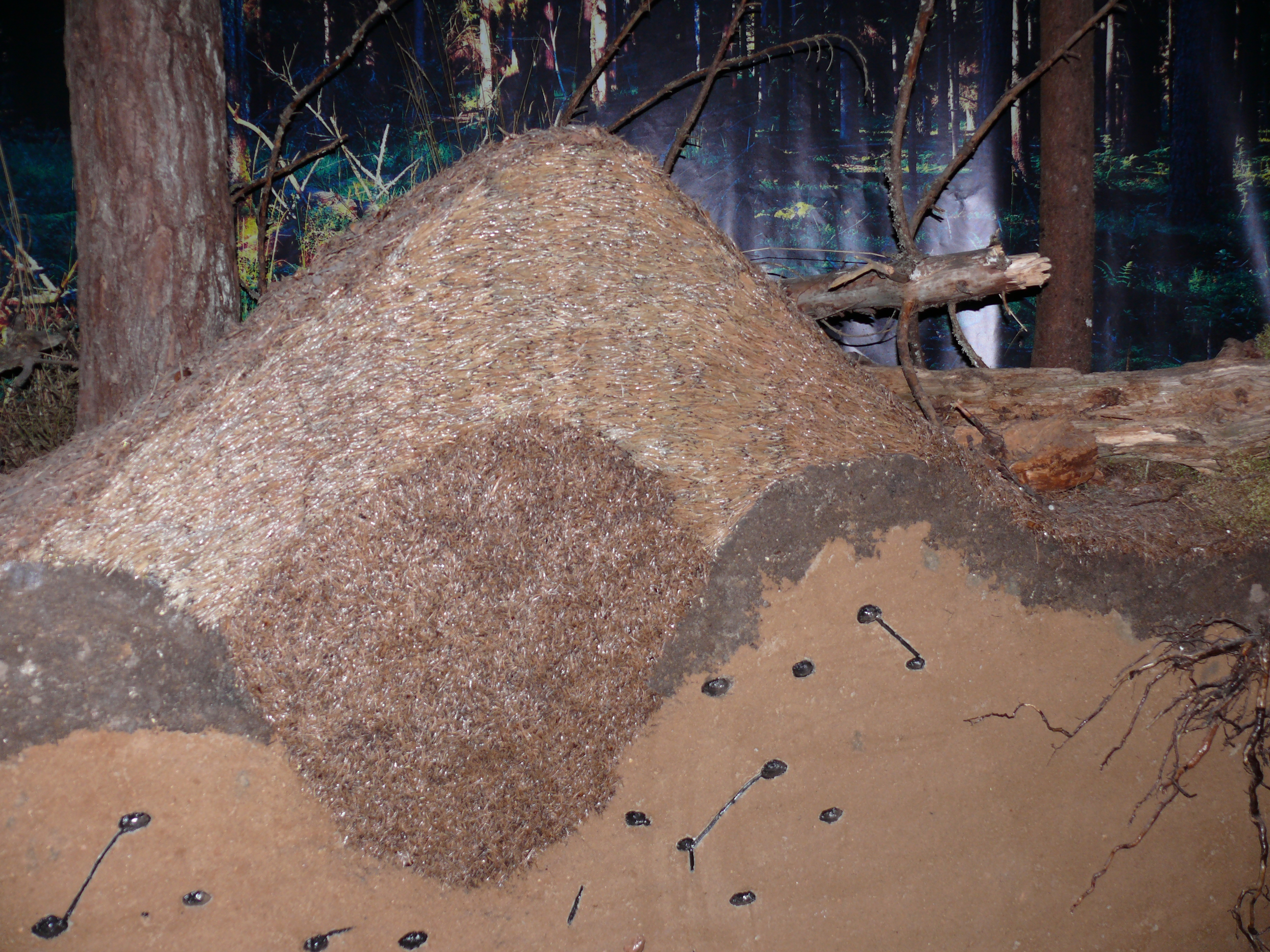
Model mraveniště v muzeu v Polsku.
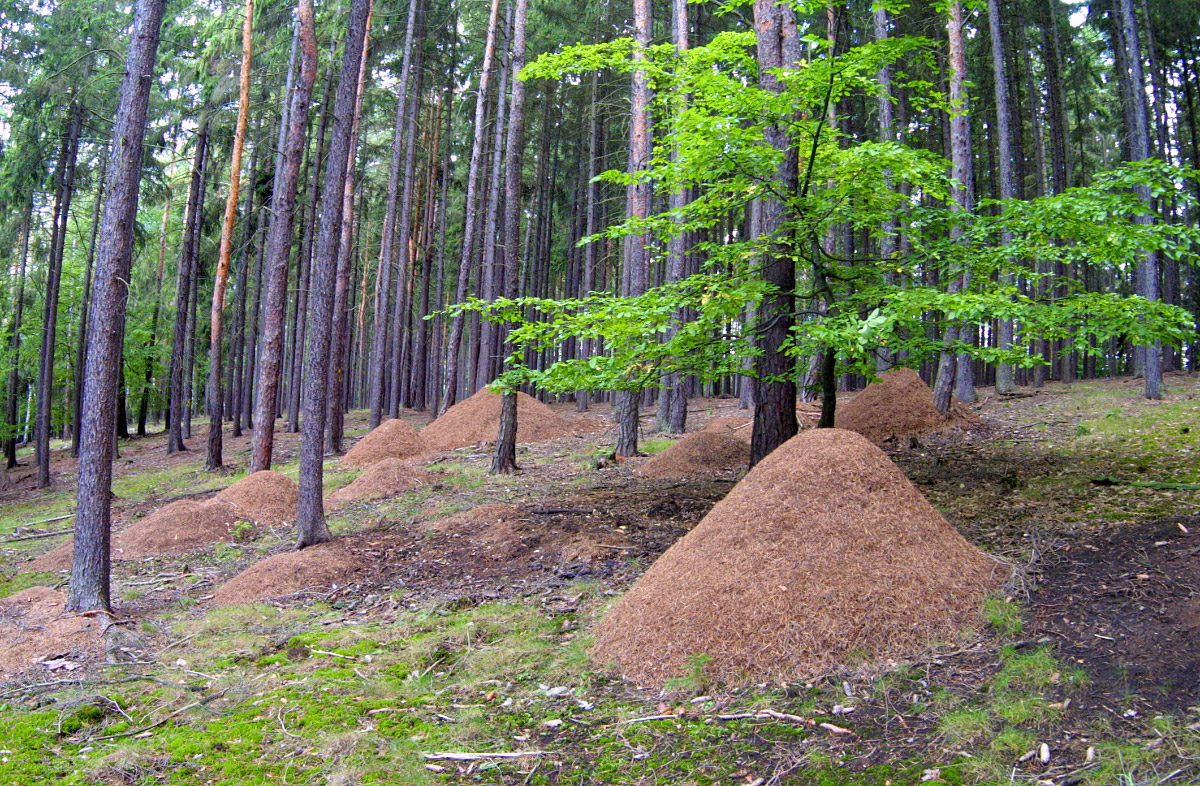
Několik mravenišť mravence lesního v Hlineckém lese.
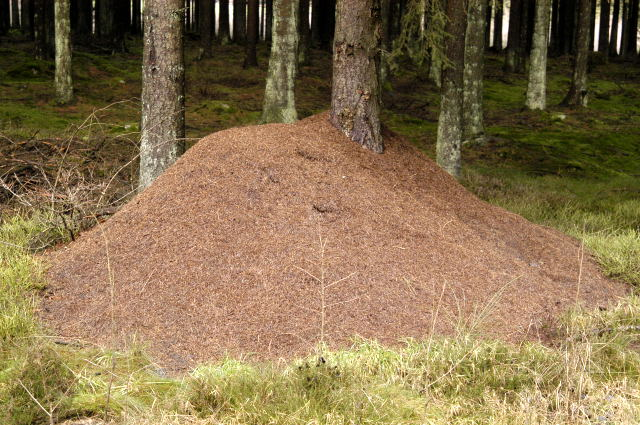
Mraveniště mravence lesního v Ardenách.

## Založení kolonie a způsob života
Zvláštností tohoto druhu je, že tvoří dva odlišné typy společenství monogynní a polygynní. Přesto způsob života je shodný pro oba typy společenství.

### Monogynní společenství
V hnízdě je jen jedna plodná samička, ta již nestrpí žádnou jinou královnu. Tato mraveniště mají menší počet dělnic (velká kolonie 500 000). Po smrti samičky kolonie vyhyne, nebo se jí podaří přijmout novou královnu.

### Polygynní společenství
Mnoho plodných samiček v jednom mraveništi, a proto mnohonásobně více dělnic, velké hnízdo má až přes milion obyvatel. Díky tomuto způsobu mohou taková společenství přežívat a rozrůstat se celá desetiletí.

### Způsob života
V březnu královny kladou vajíčka, ze kterých se vylíhnou díky speciální potravě pohlavní jedinci (samci a samice). Krátce po vylíhnutí nastává doba páření (od května až do září).
Při kopulaci samička získává sperma od více samců, které uschovává v semenné schránce a dle potřeby klade oplodněná nebo neoplodněná vajíčka po celý svůj život.
Z oplozených vajíček se líhnou dělnice nebo samičky a z neoplozených vajíček samci. Velká část pohlavních jedinců se při „svatebním letu“ stává kořistí ptáků a dalších predátorů.
Oplodněná královna ztratí křídla a snaží se založit novou kolonii. Jelikož to sama nedokáže, vleze do hnízda svého druhu, kde bývá přijata, nebo do hnízda mravence otročícího (Formica fusca), kde zabije stávající slabší královnu a převezme její místo. Takováto kolonie dočasně obsahuje dva druhy mravenců, ale postupem času ubývá původních obyvatel, kteří nakonec vymizí.

## Potrava
Mravenec lesní je všežravec živící se živým i mrtvým hmyzem a jinými malými živočichy, sladkou šťávou zralých plodů, olejnatými semeny a také výměšky ze žláz mšic a červců takzvané medovice.

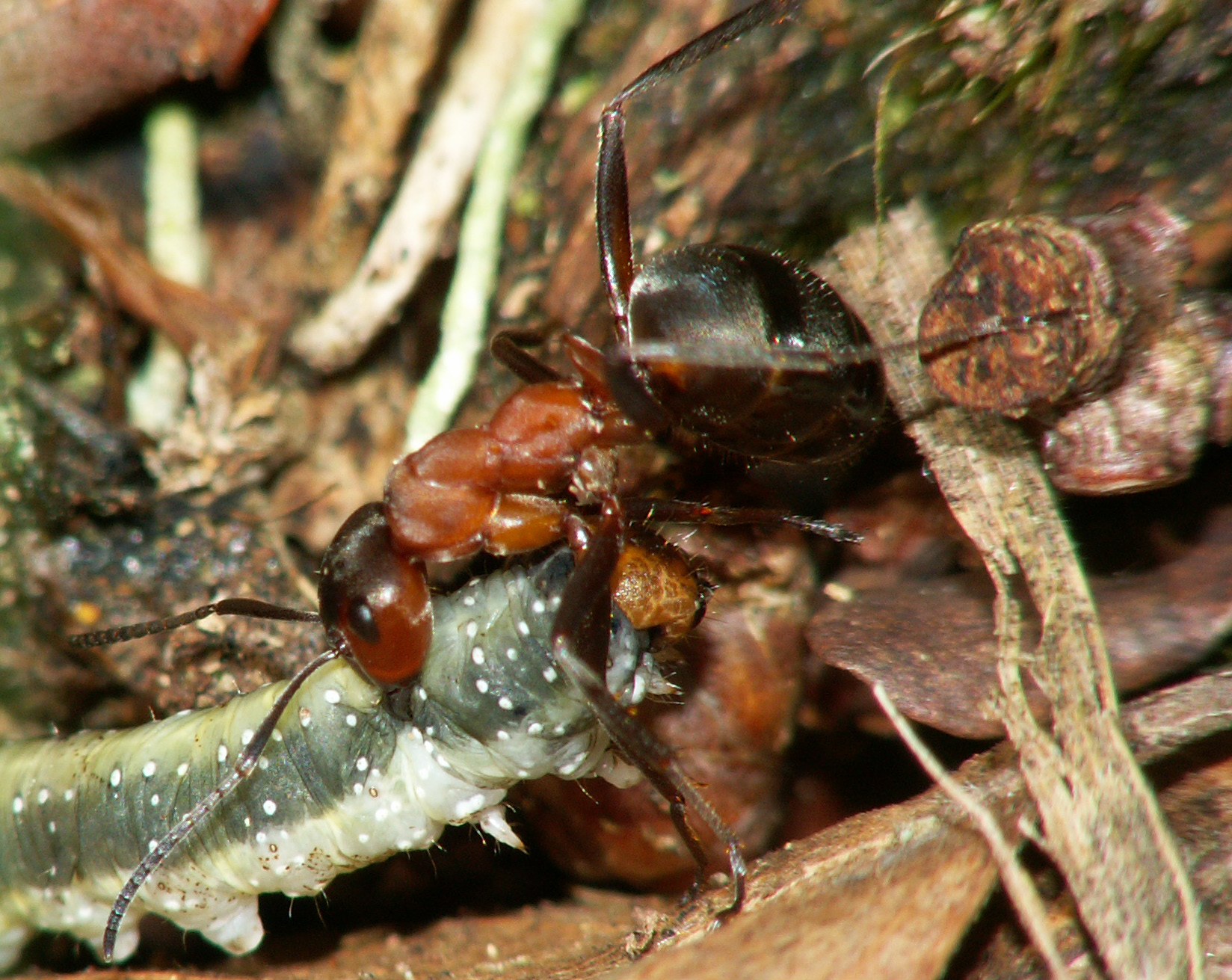
Mravenec lesní s ulovenou housenkou.
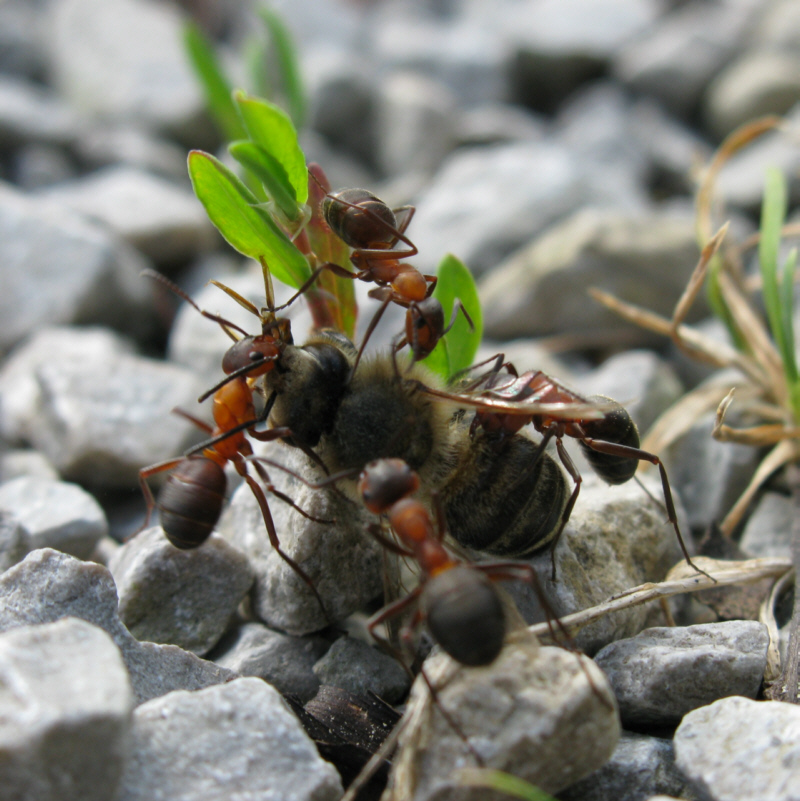
Mravenec lesní s kořistí.
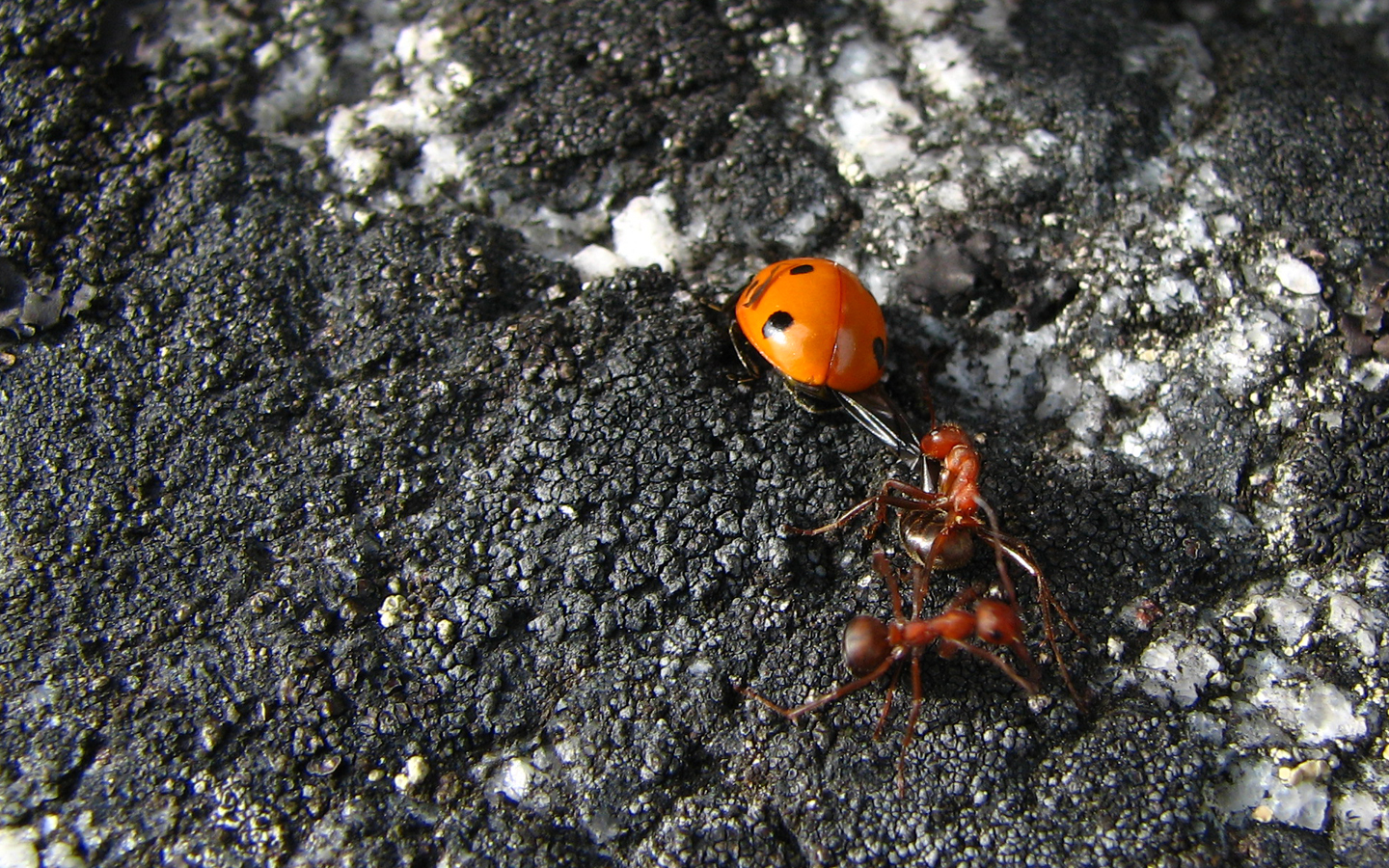
Slunéčko sedmitečné napadené mravenci lesními.
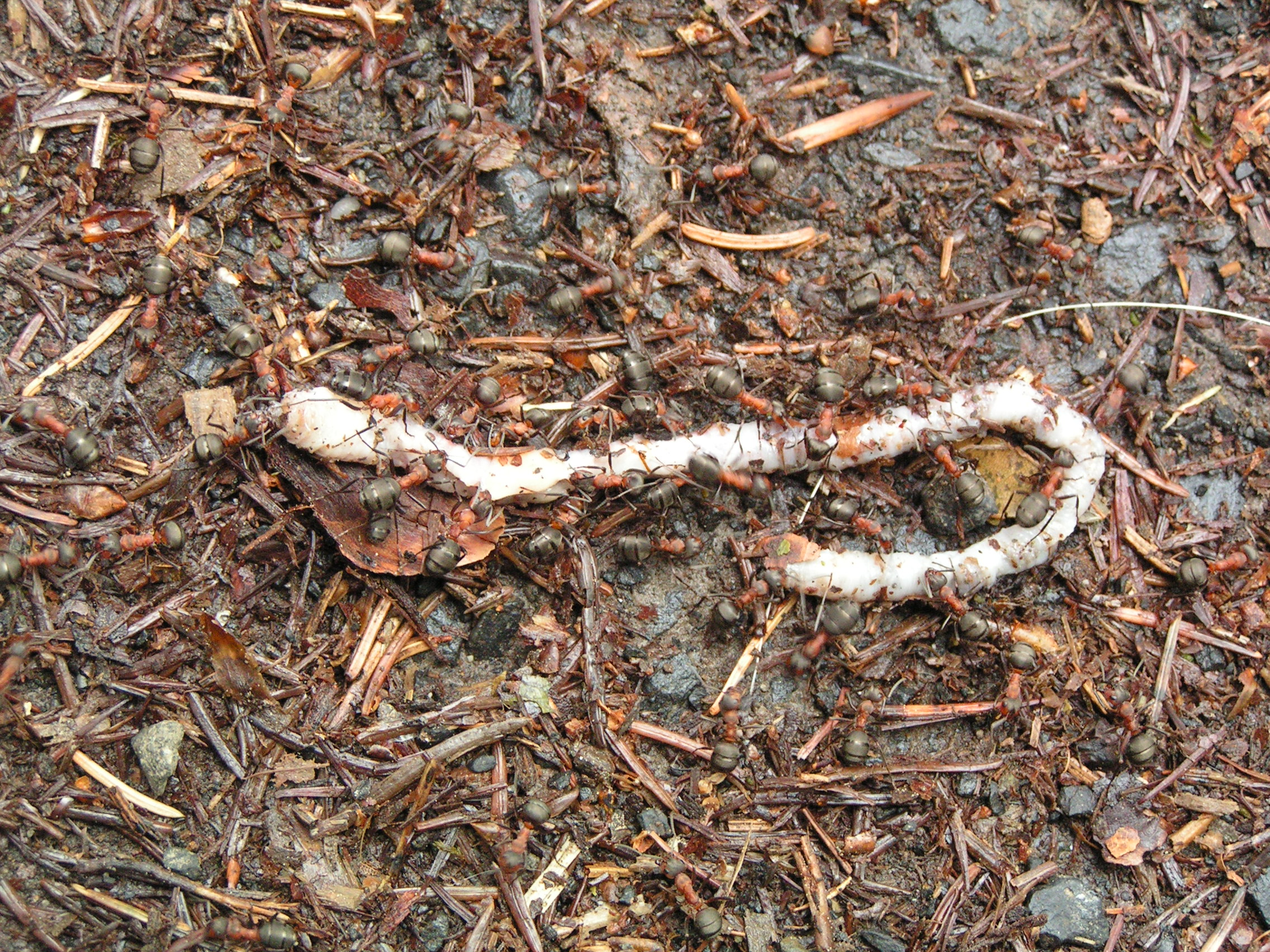
Mravenci lesní nesou kořist do svého hnízda.
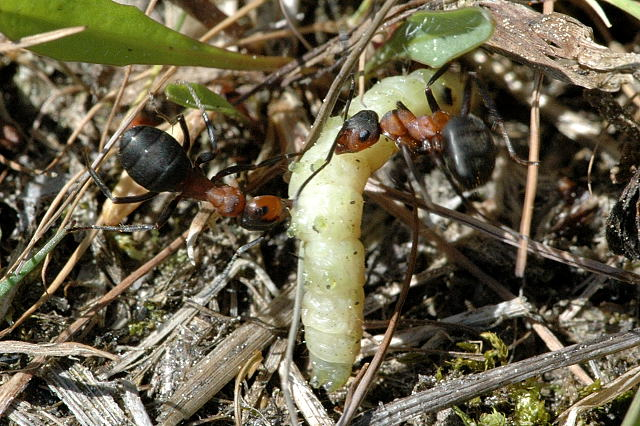
Mravenci lesní s kořistí v Ardenách.

## Zajímavost
Sběrem kukel lesních mravenců se dříve živili brabenáři.